# Hopfner HS-5/28
Hopfner HS-5/28 byl sportovně-turistický a cvičný hornoplošník vyráběný rakouskou společností Flugzeugbau Hopfner GmbH na konci 20. let. 20. století. Tento letoun byl vybavován vzduchem chlazenými hvězdicovými motory Walter NZ-60 (pětiválec) a Walter NZ-85 (sedmiválec).

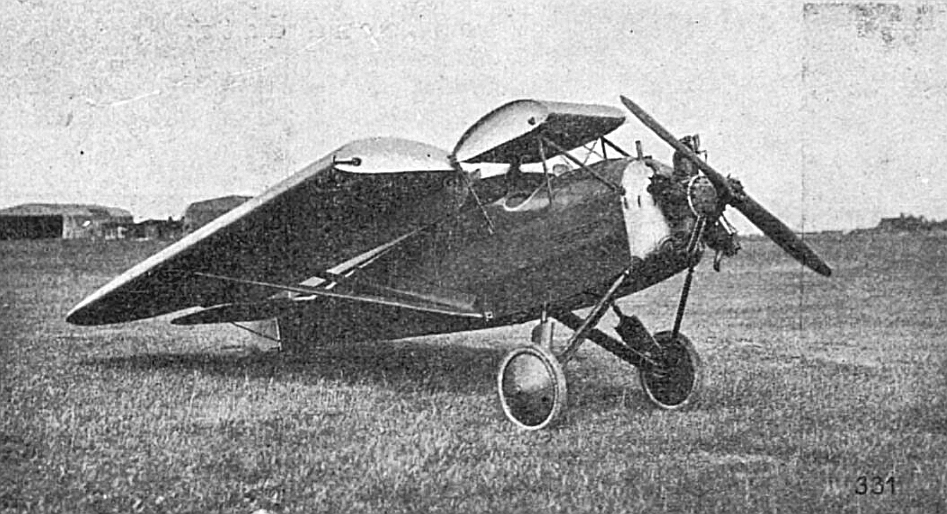
Sportovní letoun Hopfner HS-5/28 s motorem Walter NZ-60

## Vznik a vývoj
Theodor Hopfner po zrušení zákazu výroby letadel v Rakousku (1922) založil leteckou továrnu Flugzeugbau Hopfner GmbH se sídlem a výrobou na vídeňském letišti v Aspernu. Byla to první rakouská společnost, která po první světové válce vyrobila letadlo. V roce 1928, současně s vývojem dopravních letadel, Theodor Hopfner vyvíjel projekt lehkého víceúčelového letadla s názvem Hopfner HS-5/28 (HS.528). První let nového stroje se uskutečnil v červenci 1928. Hned v roce 1928 byly postaveny dva letouny s motory Walter NZ-60 a následující rok další dva s výkonnějším motorem Walter NZ-85, které byly určeny k používání švýcarským aeroklubem. Jeden z těchto posledně jmenovaných letounů zůstal v provozu až do roku 1934. O rok později, v roce 1929 byla postavena modernizovaná verze, typ Hopfner HS-8/29.

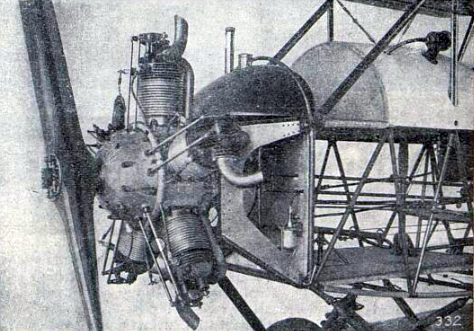
Sportovní letoun Hopfner HS-5/28 s motorem Walter NZ-60, umístění motoru

## Popis letounu
Hopfner HS-5/28 byl lehký sportovně-turistický a cvičný letoun postavený v Rakousku na konci 20. let. Byl to konvenční hornoplošník typu parasol. Byl to dvoumístný monoplán se sedadly v tandemových otevřených kokpitech. Letoun byl smíšené konstrukce. Křídlo a ocasní plochy byly ze dřeva s potahem vesměs plátěným. Trup, podvozek, kormidlo a vzpěry křídel byly z ocelových trubek. Trup byl potažen vpředu dýhou, jinak plátnem. Obě poloviny křídla byly neseny baldachýnem z trubek a lehce zdviženy do tvaru V. Vodorovná a svislá ocasní plocha byly ze dřeva, potaženy dýhou a polepeny plátnem.

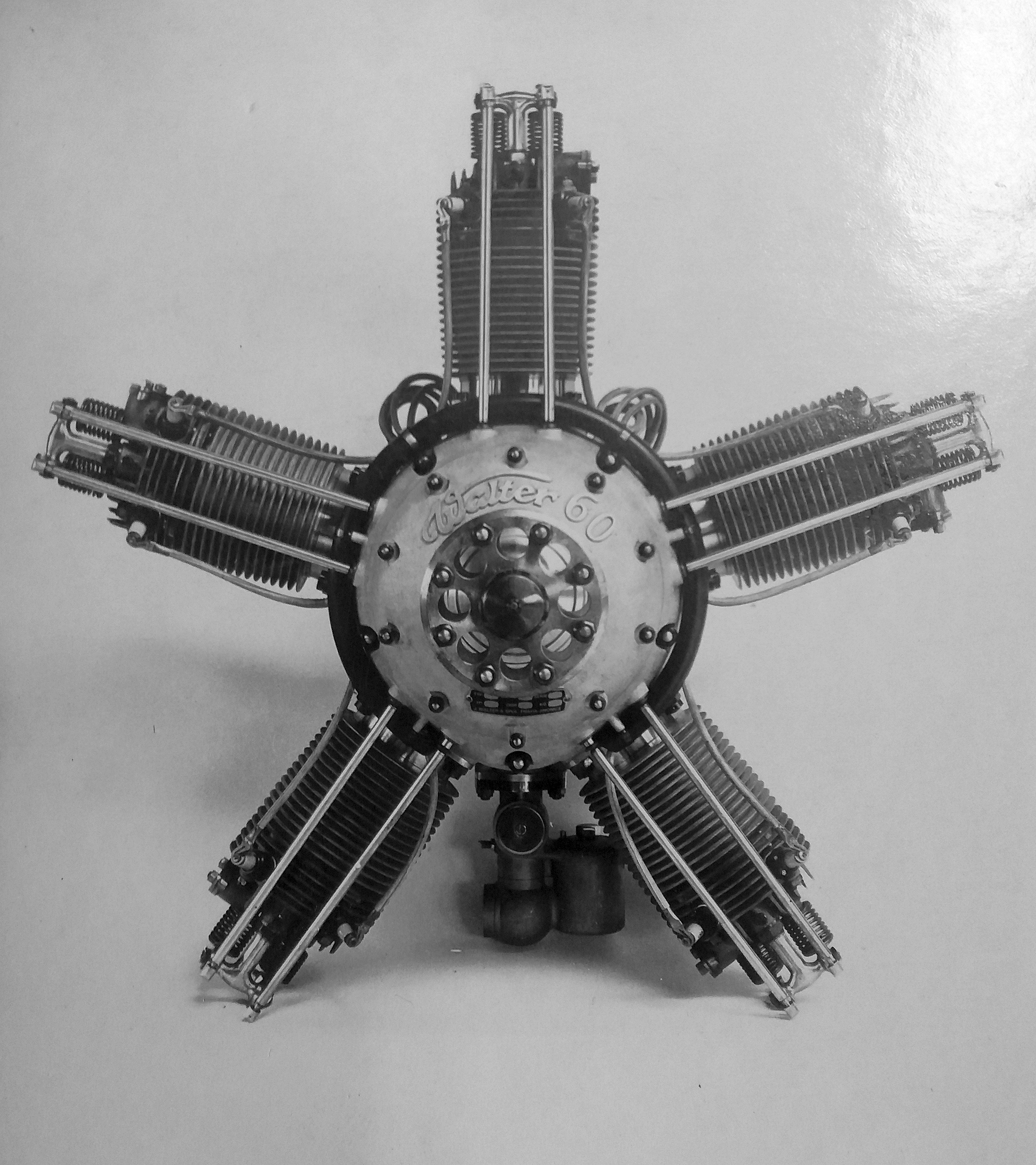
Walter NZ-60

Motorové lože bylo vyrobeno z ocelových, nýtovaných plechů. K trupu bylo připevněno čtyřmi čepy. Benzínová nádrž byla v baldachýnu, olejová nádrž v trupu letounu za motorem. Přistávací podvozek byl pevného typu s koly se širokým rozchodem a byl vybaven tlumiči se stlačeným vzduchem. Ostruha měla svislé pérování a byla podepřena k trupu dvěma šikmými vzpěrkami.

## Použití
Byly vyrobeny pouze 4 letouny. Dva letouny imatrikulované v Rakousku pod označením A-50 a A-60 (OE-DLD) byly vybaveny motorem NZ-60. Letadlo OE-DLD létalo až do roku 1936 v Motorfliegergruppe Wien Nr. 51 (Vídeňská letecká skupina č. 51).

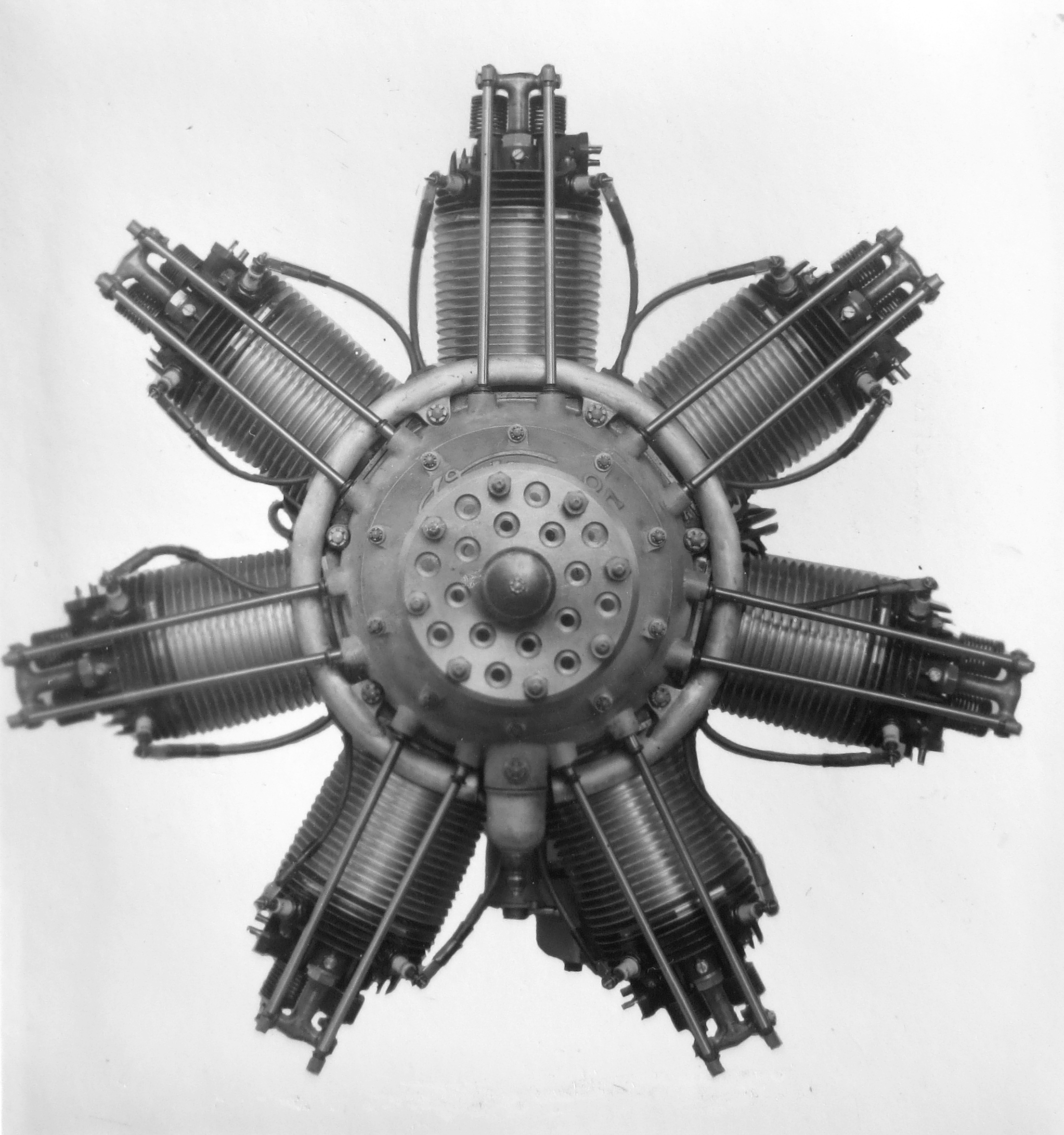
Walter NZ-85

Kromě toho byly vyrobeny dvě modernizované verze letadla, označené jako Hopfner HS-5/28a (HS.528a). Tyto stroje byly vyvinuty speciálně pro Švýcarsko a byly poháněny motorem Walter NZ-85 o výkonu 85 koní. První letadlo přestavěné v listopadu 1928 z A-50 dostalo ve Švýcarsku imatrikulaci CH-231. Ten byl používán až do roku 1934. Druhý letoun imatrikulovaný CH-209 byl dodán v březnu 1929. Nejprve jej využíval Zürcher Flug Club a později Aero Club Suisse rovněž v Curychu. Nakonec byl tento letoun v roce 1935 opět prodán zpět do Rakouska, kde dolétal s imatrikulací OE-DOB.
Původní verze tohoto letounu přestavěná na HS-5/28a (po instalaci nového motoru Walter NZ-85) někdy bývá označována jako HS-8/29. Oba typy totiž měly stejný motor. Podle jiného zdroje se jednalo o skutečnou přestavbu na HS-8/29.

## Uživatelé
- Rakousko (2 letouny)
- Švýcarsko (2 letouny)

## Specifikace
Rozdílné hmotnosti a rychlosti jsou dány různými motory. Nižší čísla platí pro NZ-60. Údaje dle

### Technické údaje
- Osádka: 2 (pilot, cestující)
- Rozpětí: 11,26 m
- Délka: 7,40 m
- Výška: 2,55 m
- Nosná plocha: 18,50 m2
- Plošné zatížení: 31 kg/m2
- Hmotnost prázdného letadla: 385–400 kg
- Vzletová hmotnost: 615–650 kg
- Pohonná jednotka:
  - hvězdicový vzduchem chlazený pětiválcový motor Walter NZ-60 s nominálním výkonem 60 k (45 kW) při 1400 ot/min
  - hvězdicový vzduchem chlazený sedmiválcový motor Walter NZ-85 s nominálním výkonem 85 k (62,5 kW) při 1400 ot/min

- Vrtule: pevná dřevěná vrtule

### Výkony
- Maximální rychlost: 150–160 km/h
- Cestovní rychlost: 125–135 km/h
- Přistávací rychlost: 50 km/h
- Dolet: 1 200 – 2 100 km
- Stoupavost: do 1000 m 7 min 30 s.
- Poměr hmotnosti a výkonu: 10,3 kg/k (13,7 kg/kW) pro HS-5/28